# Вольховский, Владимир Дмитриевич
Влади́мир Дми́триевич Вольхо́вский (Вальхо́вский; 1798, Полтавская губерния — 7 (19) марта 1841, село Каменка, Изюмский уезд, Харьковская губерния) — генерал-майор, декабрист, лицеист первого выпуска, капитан Гвардейского генерального штаба. 

## Биография
Родился в семье гусарского офицера павловской эпохи. Происходил из малороссийской шляхты. Воспитывался в Московском университетском пансионе, откуда как отличный ученик в 1811 году был переведён в Царскосельский лицей. В Лицее получил прозвище «Sapientia» (мудрость) за то, что, как вспоминал И. В. Малиновский «нередко двумя, тремя словами он останавливал тех из запальчивых своих одноклассников, на которых иногда ни страх, ни убеждения не действовали». Второе прозвище — «Суворочка» он получил потому, что при внешней хрупкости и небольшом росте обладал сильным характером и несгибаемой волей, вёл спартанский образ жизни, напоминая этим Суворова. Жил в комнате № 11, окно которой выходило на Большой (Екатерининский) дворец. А. С. Пушкин упомянул его в своём знаменитом послании к лицеистам.
Спартанскою душой пленяя нас,

Воспитанный суровою Минервой,

Пускай опять Вальховский сядет первый,

Последним я, иль Брольо, иль Данзас.
Выпущен прапорщиком в гвардию 10 июня 1817 года с первой золотой медалью. После дополнительного экзамена по военным наукам утверждён офицером Гвардейского генерального штаба и назначен состоять при Гвардейском корпусе — 13 июня 1817, подпоручик — 30 июля 1818, поручик — 30 июля 1819, командирован в Бухару с миссией Негри — 24 июля 1820, находился там с 10 октября 1820 до 12 мая 1821, произвёл съёмку маршрутной карты от Оренбурга до Бухары и обратно до крепости Орской; штабс-капитан — 2 августа 1822, командирован в Отдельный Оренбургский корпус по особым поручениям — 24 января 1824, на военно-топографическом обозрении Киргиз-Кайсацкой степи с 24 февраля по 29 марта 1824, капитан — 29 марта 1825, назначен в экспедицию для обозрения пространств между Каспийским и Аральским морями (27 августа 1825).
Член преддекабристской организации «Священная артель», Союза спасения (с лета 1817) и Союза благоденствия, в 1823 году участвовал в совещаниях у Ивана Пущина и других членов тайного общества. Во время следствия по делу декабристов по распоряжению Николая I, сообщённому И. И. Дибичем, всё это оставлено без дальнейшего действия.

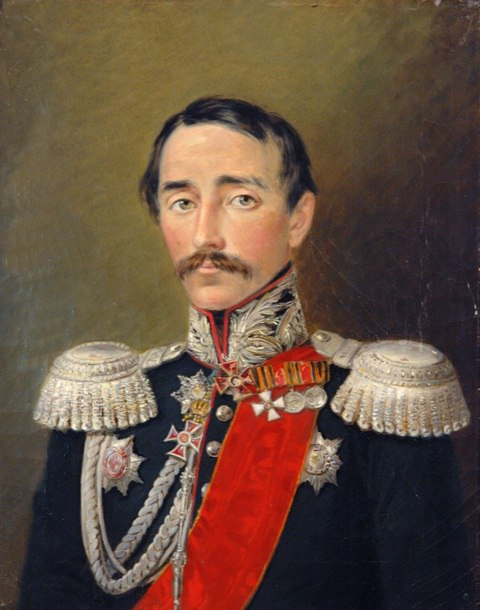
Портрет работы Александра Першакова, 1898 г.

Переведён на Кавказ состоять при Паскевиче — 1 сентября 1826, участник Русско-персидской войны 1826—1828, командирован в Тегеран за контрибуцией — 2 декабря 1827 по 3 марта 1828, полковник — 4 марта 1828, обер-квартирмейстер Отдельного кавказского корпуса — 13 марта 1828, участник Русско-турецкой войны 1828—1829, по окончании прибыл в Петербург, где 22 ноября 1830 года назначен генеральным консулом в Египет, но в связи с польским восстанием 1830—1831 временно откомандирован к 6 пехотный корпус в действующую армию. Контужен 13 февраля 1831 года в сражении на Гроховских полях под Варшавой.
Генерал-майор 3 июня 1831, вновь назначен обер-квартирмейстером Отдельного Кавказского корпуса — 13 сентября 1831, исполняющим должность начальника штаба корпуса — 17 ноября 1832 (с 11 июля по 15 октября 1832 года был в четырёх экспедициях), во время отсутствия командующего Отдельного Кавказским корпусом Г. В. Розена управлял Закавказским краем — с 21 января по 4 апреля 1835, с 4 апреля по 11 июля 1835 — в экспедиции по занятию мыса Адлер. В декабре 1832 года, после раскрытия заговора грузинского дворянства, отдал приказ об аресте его участников.
На Кавказе Вольховский «сильно пошёл в гору», но с приездом туда в 1837 году императора Николая I «счастье его оставило». Император нашел много злоупотреблений при управлении бароном Розеном, с зятя его князя А. Л. Дадианова публично были сорваны флигель-адъютантские аксельбанты. Вольховский лишился места начальника штаба и назначен командиром 1-й бригады 3-й пехотной дивизии (в Динабурге) — 9 ноября 1837.
По словам Сафоновича, «это был жестокий для него удар и совершенно царская немилость. Он приехал в Петербург, чтобы похлопотать и оправдаться, но генерал А. И. Чернышёв объявил ему, что государь и имени его слышать не хочет. В бытность его в Петербурге он иногда заходил ко мне, всегда также скромный, застенчивый и скучный». В советское время царскую немилость блистательно начавшего карьеру Вольховского было принято объяснять его декабристским прошлым и происками неприязненно относившегося к нему князя Паскевича.
Вольховский вышел в отставку 16 февраля 1839 года и удалился в Каменку, чтобы наладить усадебное хозяйство. Умер от тифа через два года; похоронен там же в ограде церкви.

## Семья

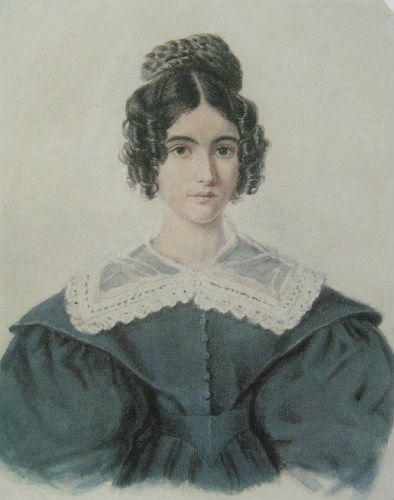
Марья Васильевна, любимая жена

Женился 23 февраля 1834 года в Ревеле на Марии Васильевне Малиновской (3.07.1809—09.09.1899), дочери директора лицея; за невестой было дано в приданое село Каменка (Стратилатовка) Изюмского уезда. Сообщая о свадьбе, О. С. Павлищева писала матери: «Малиновская делает прекрасную партию, она вполне её заслуживает; это новость меня обрадовала, родители в восторге, какое счастье видеть её так хорошо устроенной». Е. А. Энгельгардт 5 ноября 1834 года писал Вольховскому по поводу его предстоящей женитьбы:

Доброе дело, брат Суворчик. Выбор твой хорош во всяком отношении, она роду-племени доброго, взросла в тишине, привыкла отказывать себе во всем, что может называться прихотью; она одарена талантами необыкновенными, и — лицейского поля ягодка! Что же тут ещё прибавить?
В 1836 году у Вольховских родилась дочь Анна (в замужестве Носова), в 1840 году — сын Владимир. До 1838 года чета Вольховских воспитывала также первенца А. Е. Розена, племянника Евгения, которого его матери запрещено было взять с собой в Сибирь. Выйдя замуж по любви, Мария Васильевна только семь лет прожила в счастливом браке. Оставшись вдовой, она «обрезала свои великолепные косы и положила в гроб мужа. Надела старческий чепчик и 58 лет прожила безупречную вдовой». Её племянники так её характеризовали: «Это была чудная личность, всеми глубоко уважаемая, кто её знал. Великолепно образованная, умная, сердечная. Как свет ни зол, но об этой святой женщине никогда никто не мог ничего сказать…».

### Дети
- Анна (28.07.1836—1897), замужем за Александром Алексеевичем Носовым
- Мария (1838— 08.1839), умерла в раннем детстве
- Владимир (1840—?)

## Награды
Российские
- Орден Святого Владимира 4-й степени (13.08.1824) — за участие в разбитии и преследовании кочевых мятежников во время экспедиции в Киргиз-Кайсацкую степь;
- Орден Святой Анны 2-й степени (09.10.1827)[8] — за сражение при Джеван-Булахе (5 июля 1827);
- Монаршее благоволение — за осаду и взятие Сардар-Абада (14 сентября 1827);
- Алмазные знаки к ордену Святой Анны 2-й степени (25.02.1828)[8] — за осаду и взятие крепости Эривани (1 октября 1827);
- Орден Святого Георгия 4-й степени (16.11.1828) — за взятие штурмом крепости Карса (23 июня 1828);
- Золотая шпага с надписью «За храбрость»;
- Орден Святого Владимира 3-й степени (21.08.1829);
- Орден Святого Станислава 1-й степени (26.05.1832)[9] — за отличие в сражениях при речке Мухавцы (при деревне Игловки, близ города Сельце) (29 марта 1831) и отражении многочисленного неприятеля в течение целого дня;
- Орден Святой Анны 1-й степени (27.07.1833) — за отличное усердие к службе, мужество и храбрость оказанные в экспедиции 1832 года против горцев, и за неусыпную деятельность;
- Знак отличия беспорочной службы за XV лет (22.08.1836).

Иностранные
- Орден Льва и Солнца 1-й степени (Персия; 1835).